# Lago Pico Número Tres
El lago Pico Número Tres es un lago de origen glaciar ubicado en el departamento Tehuelches, provincia del Chubut, Argentina. Pertenece a la cuenca del río Carrenleufú/Palena, que desagüa en el Pacífico.

## Toponimia
El lago debe su nombre al ingeniero Octavio Pico Burgess (1837-1892), en honor a su tarea como perito en el conflicto limítrofe entre Argentina y Chile.

## Características
El lago se ubica en una depresión circundada por cerros bajos tapizados por bosques de ñires (Nothofagus antarctica), lengas (Nothofagus pumilio) y coihues (Nothofagus dombeyi). Además, se practica la pesca deportiva.
Se encuentra a menos de 4 km al sur del lago Pico Número Cuatro y unos ocho kilómetros al este del lago Pico Número Cinco. Su emisario converge en la margen izquierda del río Pico/Figueroa, en sí mismo un afluente del río Carrenleufú.